# Tetraponera zavattarii
Tetraponera zavattarii é uma espécie de formiga do gênero Tetraponera, pertencente à subfamília Pseudomyrmecinae.